# Meitetsu-kuko-lijn
De Meitetsu-kuko-lijn  (名鉄空港線, Meitetsu Kūkō-sen) is een spoorlijn die de Japanse stad Tokoname met het station van de Luchthaven Chubu Centrair verbindt. De lijn maakt deel uit van het netwerk van het particuliere spoorbedrijf Meitetsu in de prefectuur Aichi. De spoorlijn vormt feitelijk een zuidelijke verlenging van de Tokoname-lijn: treinen vanuit de Luchthaven rijden dikwijls door tot aan Nagoya of verder en vice versa.

## Treindiensten
- Myū Sukai (ミュースカイ, vliegveld trein)
- Kaisoku Tokkyū (快速特急, intercity)
- Tokkyū (特急, intercity)
- Kaisoku Kyūkō (快速急行, intercity)
- Kyūkō (急行, sneltrein)
- Junkyū (準急, sneltrein)
- Futsu (普通, stoptrein) stopt op elk station.

## Stations
| Nr.  | Station                             | Japans       | Verbindingen            | Wijk     | Stad     | Prefectuur |
| ---- | ----------------------------------- | ------------ | ----------------------- | -------- | -------- | ---------- |
| TA22 | Tokoname                            | 多屋         | Meitetsu: Tokoname-lijn | Tokoname | Tokoname | Aichi      |
| TA23 | Rinkū Tokoname                      | りんくう常滑 |                         | Tokoname | Tokoname | Aichi      |
| TA24 | Central Japan International Airport | 中部国際空港 |                         | Tokoname | Tokoname | Aichi      |